# Campo (Huesca)
Campo es un municipio español en la comarca de  Ribagorza, provincia de Huesca, Aragón. Está ubicado a orillas de los ríos Ésera y Rialbo. Enmarcado por el Cotiella (2912 m), el pueblo abre una llanada hacia el Valle de Bardají coronado por el Turbón (2492 m). Según el INE del año 2023, la localidad por sí misma cuenta con 451 habitantes.
Este municipio conserva el idioma aragonés (en su modalidad de mediorribagorzano) y artesanías tradicionales además del juego de las birllas. Destaca el Museo de Juegos Tradicionales, único en España; y el museo de gayatas de artesanía de madera.

## Demografía
Campo cuenta con una población de 483 habitantes (INE 2024).
| Gráfica de evolución demográfica de Campo entre 1842 y 2021                                                         |
| |
| Población de derecho según los censos de población del INE Población de hecho según los censos de población del INE |

## Economía

### Evolución de la deuda viva
El concepto de deuda viva contempla solo las deudas con cajas y bancos relativas a créditos financieros, valores de renta fija y préstamos o créditos transferidos a terceros, excluyéndose, por tanto, la deuda comercial.
| Gráfica de evolución de la deuda viva del ayuntamiento entre 2008 y 2018                                                |
| |
| Deuda viva del Ayuntamiento de CAMPO (Huesca) en miles de Euros, según datos del Ministerio de Hacienda y Ad. Públicas. |

La deuda viva municipal de CAMPO por habitante en 2012 ascendía a 2142,42 €.
La deuda viva municipal de CAMPO por habitante en 2016 ascendía a 1575,34 €.
La deuda viva municipal de CAMPO por habitante en 2017 ascendía a 1516,03 €.
La deuda viva municipal de CAMPO por habitante en 2018 ascendía a 5288 €.

## Administración y política
| Período             | Alcalde                                      | Partido |
| ------------------- | -------------------------------------------- | ------- |
| 1979-1981 1981-1983 | Fernando Blasco Arnal Fernando Fuster Bruned | UCD     |
| 1983-1987           | José Luis Sanz                               | PSOE    |
| 1987-1991           | José Luis Sanz                               | PSOE    |
| 1991-1995           | José Eusebio Echart Ballarín                 | PSOE    |
| 1995-1999           | José Eusebio Echart Ballarín                 | PAR     |
| 1999-2003           | José Eusebio Echart Ballarín                 | PAR     |
| 2003-2007           | José Eusebio Echart Ballarín                 | PAR     |
| 2007-2011           | José Eusebio Echart Ballarín                 | PAR     |
| 2011-2015           | José Eusebio Echart Ballarín                 | PAR     |
| 2015-2019           | José Eusebio Echart Ballarín                 | PAR     |
| 2019-2023           | José Eusebio Echart Ballarín                 | PAR     |

| Partido político    | Partido político                                   | 2003   | 2007   | 2011   | 2015   | 2019   |
| Partido político    | Partido político                                   | Ediles | Ediles | Ediles | Ediles | Ediles |
|                     | Partido Aragonés (PAR)                             | 7      | 5      | 6      | 6      | 6      |
|                     | Partido de los Socialistas de Aragón (PSOE-Aragón) | —      | 2      | 1      | 1      | 1      |
|                     | Partido Popular de Aragón (PP)                     | —      | —      | 0      | —      | 0      |
| Total de concejales | Total de concejales                                | 7      | 7      | 7      | 7      | 7      |

## Patrimonio
- La iglesia con planta de cruz latina,[16] está dedicada a Santa María, Nuestra Señora de la Asunción, patrona del pueblo. Consagrada originalmente en el año 960, por el obispo Odisendo de Roda, fue reconstruida en 1560 al estilo renacentista.
- Puente medieval.[16]

## Cultura

### Fiestas
Las fiestas de la villa se celebran del 14-17 de agosto y terminan con el baile tradicional popular de La Chinchana particular a Campo, y famoso en los valles altos de Huesca.
| Estación  | Fecha                         | Celebración                   | Descripción |
| Invierno  | 24 de diciembre - 6 de enero  | Navidad                       | El 24 de diciembre por la tarde se enciende la Tronca Navideña, una gran hoguera en el centro de la plaza Mayor. Permanece encendida día y noche hasta el 6 de enero. |
| Invierno  | 5-6 de enero                  | Epifanía                      | A últimas horas de la tarde se organiza la cabalgata de los Reyes Magos durante la que se reparten regalos a los niños. |
| Invierno  | 17 de enero                   | San Antonio                   | Por la mañana se traslada la imagen del santo, patrón de los animales, desde su ermita a la iglesia parroquial. Tras la misa de 12, los niños recorren las casas del pueblo recogiendo alimentos y otros donativos para el santo, que son subastados por la tarde en la plaza Mayor.                                                                                              |
| Invierno  | 20 de enero                   | San Sebastián                 | En esta fecha se celebra una subasta. |
| Invierno  | 5 de febrero                  | Santa Águeda                  | Se celebra el sábado más próximo. Son las mujeres quienes organizan los actos de la fiesta: la misa de la tarde y una sesión de baile por la noche. |
| Primavera | Carnaval                      | Carnaval                      | Tradicionalmente, ambos sexos entablan una especie de "guerra" durante unos días; los niños y las niñas, así como algunos hombres y mujeres, se lanzan mutuamente por las calles azulete en polvo, tiñendo con él las caras y las ropas. (Antiguamente lanzaban el carbón o cenizas de la Tronca de Navidad). El martes de Carnaval se organiza una cena y un baile de disfraces. |
| Primavera | Semana Santa y Tiempo Pascual | Semana Santa y Tiempo Pascual | El lunes de Pascua se va de romería a la cercana ermita de San Bllascut (o San Blascut). Después de la comida por cuadrillas, se celebra un baile en sus alrededores. Durante estas fechas se realizan también las características procesiones de Semana Santa. Se cierra el tiempo pascual con la segunda romería del año a San Bllascut, en el día de Pentecostés.              |
| Verano    | 24 de junio                   | San Juan                      | Los barrios Alto y Bajo celebran la noche de San Juan realizando una cena en comunidad que se prolonga hasta altas horas de la madrugada. |
| Verano    | 10 de julio                   | San Cristóbal                 | Se celebra el domingo más próximo. Tras la misa, a las 12, se imparte la bendición a los coches. Jornadas Culturales primera semana de agosto: Diversas actividades para niños y adultos. |
| Verano    | 14-17 de agosto               | Fiestas de Campo              | Fiestas Patronales en honor de Nuestra Señora de la Asunción del 14 al 17 de agosto: Baile, jotas, teatro, juegos y misa cantada. Romería a San Bllascut, 16 de agosto (día de San Joaquín). |
| Otoño     | Rosario de la Aurora          | Rosario de la Aurora          | A lo largo de todo el mes de octubre se celebra el Rosario de la Aurora, cuyo nombre proviene de la hora de la mañana en la que se realiza. Las voces de hombres y mujeres entonando cánticos y coplas pueden convertir el despertar durante estos días en una experiencia única.                                                                                                 |
| Otoño     | 19 de octubre                 | Feria de Campo                | El sábado más próximo al 19 de octubre se celebra un mercado de origen ganadero que en la actualidad ofrece productos diversos (artesanías, ropa, turrón, alimentos, etc.) |

## Personas destacadas
- Gaspar Torrente (1888-1970), uno de los líderes en el siglo XX del nacionalismo aragonés y fundador del partido Estado Aragonés, actualmente extinto.[18]
- Jesús García Ranz, médico traumatólogo y teniente coronel médico del ejército de España.
- el Beato Leonardo Olivera Buera